# Animadrid
Animadrid es un festival de cine de animación que se celebró en la localidad madrileña de Pozuelo de Alarcón entre los años 2000 y 2010, reuniendo las mejores producciones de animación internacional. Nació en el año 2000 con el objetivo de promocionar y dar a conocer la animación audiovisual y ser un punto de encuentro entre los profesionales del sector y el público. Constaba de varias categorías: largometrajes, cortometrajes y series de televisión y escuelas de formación, cada una con un jurado independiente. Las obras se proyectaban en tres ubicaciones: la Casa de la cultura, el teatro Mira y en el complejo cinematográfico Kinépolis, alternándose con homenajes, exposiciones y talleres.

## Animadrid 2006
Fue la séptima edición, y los premios para cada categoría repartieron una suma total de 42 500 euros. En esta edición, que contó con las ayudas del Programa Media de la Unión Europea, se recibieron 431 cortometrajes de todo el mundo, de los que se seleccionaron 62 para concurrir a concurso y un total de 98 obras para ser proyectadas. 
Se realizó una exposición de figuras de plastilina utilizadas para rodar algunos cortos, una maratón de creación 3D, y una selección sobre los Óscar entregados a películas de animación.

## Animadrid 2007
Invitó a la República Checa como país invitado, y se proyectó un especial dedicado al 30.º aniversario de la saga La Guerra de las Galaxias de George Lucas. Los homenajeados de este año fueron Peter Lord, responsable de películas como Chicken Run, Evasión en la granja y Wallace y Gromit, y José Antonio Sistiaga, autor de Erera Baleibu Icik Subua Arauren. En la sección Una ventana al desarrollo se presentaron producciones del norte de África, talleres infantiles y una exposición de marionetas entre otras actividades recogidas en el programa.